# Kockás
A Kockás népszerű magyar képregénymagazin volt, melyben magyar és francia képregények jelentek meg 1981 és 1992 között. 2017. december 15-től a képregénymagazin újraindult. Kiadója a 2017 áprilisában feltámadt Hahota humorlap tulajdonosának, Gyöngy Kálmánnak a fia, Gyöngy Balázs.

## Története
A leközölt képregények java része a francia Vaillant magazinból származott, melynek tulajdonosa a Francia Kommunista Párt volt. Emiatt az Ifjúsági Lapkiadó Vállalat ingyen emelhetett át képregényeket a magazinjaiba. A Kockás története 1981-ben kezdődött egy próbaszámmal. A magyar olvasók itt találkozhattak először Pif és Herkules és Rahan kalandjaival. 1992-ben megszűnt. Megszűnése után többször is megpróbálták újjáéleszteni, de mindegyik csak néhány számot élt meg. 1999-től már ilyenek sem jelentek meg.
A magyar kiadás megszűnésével egy évben a Vaillant is feloszlott.
- Név: Kockás: Lufi-Pifu magazin
- Felelős szerkesztő: Somos Ágnes
- Megjelenés: Rendszertelenül, évenként többször. Összesen 50 szám jelent meg.

### Az újraindulás
A novemberi Hahota magazinban már szerepelt az új Kockás hirdetése, de a Facebookon jelentették be hivatalosan. A hivatalos megjelenést 2017. december 15-re tették, de a magyar Hungarocomix rendezvényen, december 9-én már kapható volt. Újságárus terjesztésben elérhető, a lapok havonta jelennek meg. Kiadja a Vitanum Kft.

## A fontosabb képregények

### 1981–1992
- Rahan
- Taraó
- Cogan
- Dr. Justice
- Leo
- Vakarcs
- Leonard
- Okada
- Artúr
- Pif és Herkules
- Herkules
- Pifu
- Kötelező olvasmányok képregényben, pl.: Bambi
- Szilvió
- Smith és Wesson
- Marina
- Leó

### 2017–
- Agent 327
- Rahan
- Kozmikus őrjárat (szuperhősparódia)
- Thomas Slaine
- Valerian
- Pif és Herkules
- Állati dokik
- A Csodák Párizsa
- Nyomingerek (CSI paródia)
- Cosmik Roger
- Csillagok Háborgása (Star Wars paródia)
- Gai-Luron
- Freddy Lombard
- FRNCK
- Green Manor
- Pifu
- Horkantó
- Grompf
- Leonard
- Leó
- Okada
- Graul
- Kamilla és Óceán
- Artúr
- Kid Lucky
- Partizánok
- Spirou és Fantasio
- Kevin
- Cubitus
- Blueberry
- Clifton
- Lánglovagok
- Vakarcs
- Thorgal
- Campbellék
- Marci
- Ferenc Ferdinánd
- A kékkabátosok
- Herkules
- Mindig Győző
- Smith és Wesson
- Blake és Mortimer
- Zűrkadétok
- Iznogoud
- A pattantyúsok
- Marci
- Múúú!
- Az aszfalt ördögei
- Marsupilami
- Bruhahák és Brühühük
- Boule és Bill
- Blacksad
- Ragnarök
- Natacha
- Hétfő
- Thomas Silane
- Freddy Lombard
- Főzőiskola
- Taxi
- Rantanplan
- Raven
- Az időbrigád
- Sylvio
- Marina
- Yakari
- A fantomkeresztesek
- A tenger állatai
- A rovarok
- Placid és Múzo
- Rezső és Fülöp
- Danidínó

## Próbaszámok
Ezek a kötetek a megszűnés után jelentek meg, nem tartoznak a hivatalos sorozathoz. Az utolsó próbaverzió 1999-ben látott napvilágot.

### Második változat
Két szám jelent meg belőlük összesen. A Vaillant-képregényeken kívül az olasz Corrierri del Piccoli és a Lucky Luke magazin egy-egy sorozata is bemutatkozott benne.
- Név: Pepita kockás
- Felelős szerkesztő: Horváth Mihály
- Megjelenés: Rendszertelenül, évenként többször.
- Kiadó: Ifjúsági Lapkiadó
- ISSN 0866-3661

### Harmadik változat
A Lutra kiadó második próbálkozása szintén ugyanolyan tartalommal.
- Név: Fekete fehér kockás
- Felelős szerkesztő: Horváth Mihály
- Megjelenés: Rendszertelenül, évenként többször.
- Kiadó: Lutra Lapok Gyermeklap- és Könyvkiadó.
- ISSN 1215-216

### Negyedik változat
- Név: Kockás füzetek
- Kiadó: Budapest: Intabo BT, [1999]–